# Debimetro

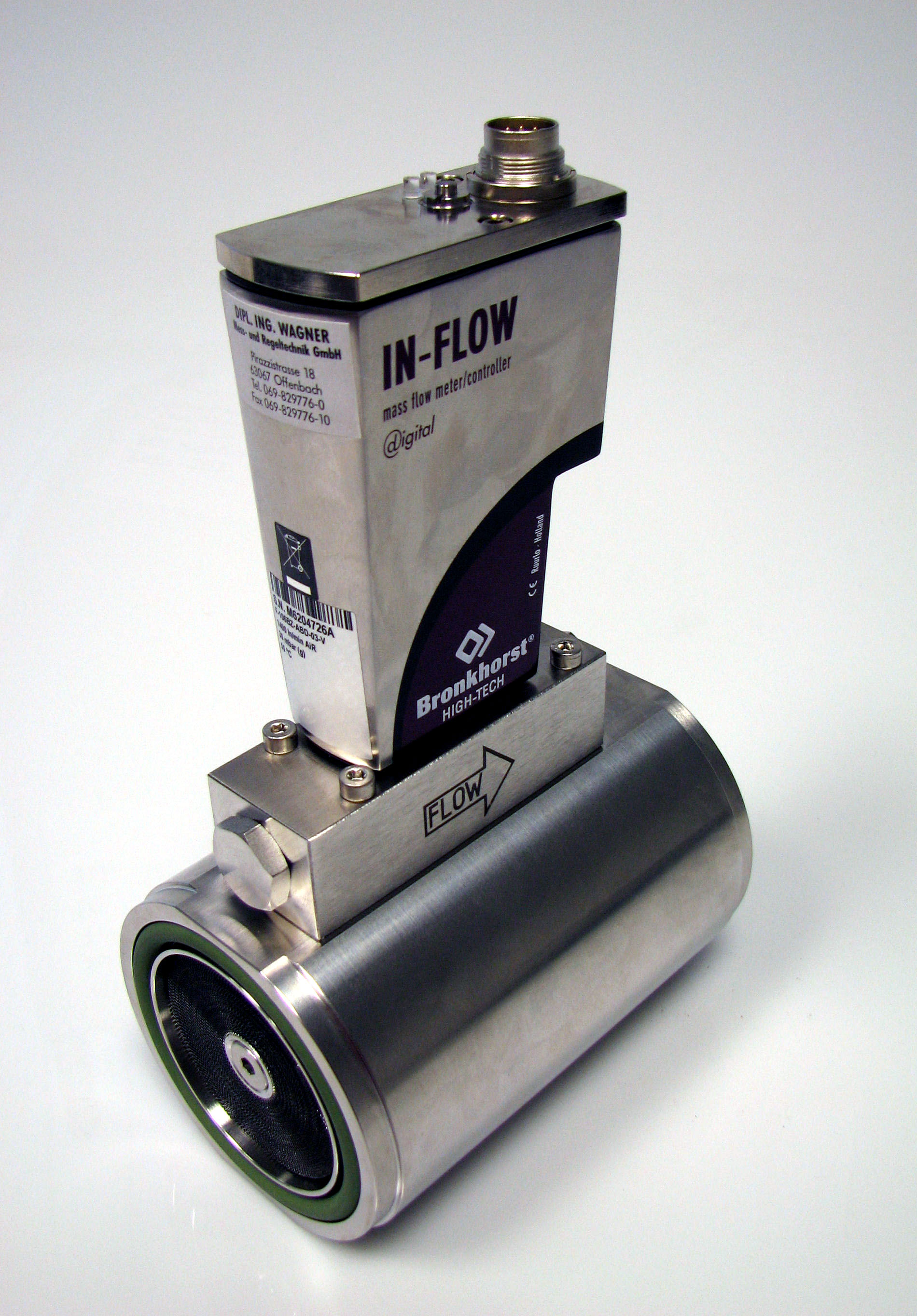
Debimetro

Il debimetro è un flussometro montato su molti motori a movimento alternativo a combustione interna (cicli Otto e Diesel): misura la quantità d'aria aspirata dal motore.

## Descrizione fisica
È un cilindretto di plastica, inserito nel condotto di aspirazione, collegato al sistema di gestione elettronica per mezzo di due o più fili elettrici.

## Funzione
È utile per ben calibrare alcuni parametri di gestione e per aiutare la centralina a selezionare la mappatura più consona alle condizioni istantanee; la centralina è un apparato elettronico che legge alcuni parametri attraverso sensori e seleziona la mappatura che reputa ottimale in base ai valori ottenuti, scegliendola tra quelle disponibili, determinate empiricamente dal costruttore. La quantità d'aria in ingresso è uno dei parametri più importanti nella gestione del motore e viene misurata nel condotto di aspirazione.
Esistono diversi tipi di debimetro, più o meno precisi e più o meno costosi. Tra quelli meccanici si annoverano i sistemi a piatto basculante; tra quelli elettrici i sistemi a filo caldo e a film caldo. I primi eseguono la misura grazie alla posizione che assume un'aletta mobile, i secondi grazie al variare della corrente elettrica che fluisce attraverso un resistore.

## Come funziona
Il principio di funzionamento dei debimetri meccanici è semplice: s'immagini di applicare all'estremità di un tubo un foglio di carta fissato con nastro adesivo al punto superiore del tubo, in modo che funga da tappo. Ora si soffi nel tubo: più forte è il soffio, più il foglietto-tappo si aprirà come se fosse uno sportello. Misurando l'angolo di apertura si può calcolare il flusso. L'aletta imperniata su un fulcro è detta piatto basculante.

Il principio del debimetro a film caldo si basa sulla misura della corrente elettrica necessaria per mantenere a una certa temperatura - di solito 120 °C - una membrana immersa nel flusso d'aria in ingresso. La membrana viene riscaldata da un resistore e raffreddata dal flusso d'aria che le sottrae per dissipazione il calore fornito dal resistore. All'aumentare della corrente necessaria, misurata con un ponte di Wheatstone, corrisponde o un aumento del flusso d'aria o una diminuzione della temperatura dell'aria. Il debimetro a filo caldo impiega un filo anziché una membrana. Entrambi dispongono in genere di una propria elettronica di controllo. Esistono varianti del tipo a film senza il resistore.

Alcuni impiegano gruppi di fili caldi oppure due o anche tre film caldi.

## Difetti
La sua presenza nel condotto di aspirazione genera però perdita di carico perché varia la sezione
del condotto. Interessante è l'andamento della lettura al variare dell'effetto ramjet che si sviluppa nel condotto: in caso di onde di pressione alcuni debimetri a filo caldo possono essere tratti in inganno perché non riescono a rilevare la direzione del flusso che li investe, quindi la loro lettura "somma" le masse d'aria che scorrono in ambo i versi. Ne discende una piccola inefficienza all'aumentare delle pulsazioni. Alcuni debimetri a film caldo riescono invece a rilevare anche la direzione.

## Manutenzione
In genere, il debimetro non necessita di manutenzione periodica. Tuttavia, i vapori d'olio e il pulviscolo non filtrato dal filtro dell'aria possono col tempo sporcarlo e alterarne la taratura, soprattutto nei tipi a film caldo. I cali di coppia sull'arco di erogazione sono sintomi di possibili problemi al debimetro, poiché l'errata lettura del flusso d'aria in ingresso comporta un'inadeguata correzione del rapporto stechiometrico operata della centralina di comando dell'iniezione tramite, in termini di diagnostica OBD-II, il raggiungimento di inadeguati valori del parametro di correzione istantaneo dell'alimentazione di carburante (noto come Short Term Fuel Trim ovvero STFT) e di quello a lungo termine (Long Term Fuel Trim ovvero LTFT).
La pulizia può essere eseguita, con cautela, dopo averlo rimosso dal condotto di aspirazione che adduce l'aria dalla presa dinamica o dal compressore verso i collettori di aspirazione e averlo disconnesso dal cablaggio del motore, e consiste nello spruzzare un po' di spray per la pulizia di circuiti elettronici all'interno, facendo attenzione che lo spray impiegato sia del tipo ad alta evaporazione e zero residui (questo tipo di spray è in genere a base di alcool isopropilico e/o miscele di idrocarburi bassobollenti).